# Rudolf Rübberdt
Rudolf Rübberdt (* 1. Dezember 1905 in Leipzig; † 6. Oktober 1981) war ein deutscher Volkswirt, Historiker und Politiker (CDU). Er war Mitglied der Bremischen Bürgerschaft.

## Biografie

### Ausbildung und Beruf
Rübberdt nahm ein Studium der Rechts- und Staatswissenschaften sowie der Volkswirtschaft auf, das er mit der Prüfung als Diplom-Volkswirt und 1934 mit der Promotion mit der Arbeit: Die Ökonomischen Sozietäten: Ein Beitrag zur Wirtschaftsgeschichte des 18. Jahrhunderts an der Universität Halle beendete. Seit seinem Studium war er Mitglied der Burschenschaft Salingia Halle. Im Zweiten Weltkrieg diente er von 1944 bis 1945 als Soldat. Nach dem Krieg war er  als Wirtschafts- und Sozialhistoriker und freier Schriftsteller. Seit 1949 war er als Verbandssyndikus tätig.
Rübberdt war zeitweilig Vorsitzender des Altherrenvereins seiner Burschenschaft Salingia Halle (zu Münster) und Schriftführer der Vereinigung Alter Burschenschafter Bremen.

### Politik
Rübberdt schloss sich als Student der Reichsgemeinschaft junger Volksparteiler an und trat in den 1920er-Jahren in die DVP ein. 1933/34 war er kurzzeitig Mitglied der SA. 1933 schloss er sich der NSV an. Am 29. November 1937 beantragte er die Aufnahme in die NSDAP und wurde rückwirkend zum 1. Mai desselben Jahres aufgenommen (Mitgliedsnummer 5.454.069).
Im April 1948 wurde er als Mitläufer entnazifiziert, „obwohl er die laut NSDAP-Ortskartei im November 1937 beantragte und rückwirkend ab Mai 1937 wirksam gewordene NSDAP-Mitgliedschaft im Meldebogen nicht angegeben hatte.“
Nach 1945 war er Gründungsmitglied der BDV und 1945/46 für fünf Monate Geschäftsführer der BDV. Eine Überführung der Partei in die CDU blieb jedoch erfolglos. Er wurde dann Gründungsmitglied der CDU.
Von 1955 bis 1959 war er Mitglied der Bremischen Bürgerschaft und in verschiedene Deputationen und Ausschüssen der Bürgerschaft tätig. Er war als Nachfolger von Johannes Kühne von 1955 bis 1957 Vorsitzender der CDU-Fraktion; ihm folgte Friedrich Carl Marwede in diesem Amt.

## Werke
- Das Zeitalter des kleinen Mannes. Wandlungen der deutschen Sozialstruktur. Verlag Friedrich Trüjen, Bremen 1948.
- Geschichte der Burschenschaft in Halle. In: BBI, 1965
- Geschichte der Industrialisierung. C.H. Beck, München 1972.